# Целль-на-Гармерсбасі
Целль-на-Гармерсбасі (нім. Zell am Harmersbach) — місто в Німеччині, знаходиться в землі Баден-Вюртемберг. Підпорядковується адміністративному округу Фрайбург. Входить до складу району Ортенау.
Площа — 36,43 км2. Населення становить 8066 ос. (станом на 31 грудня 2020).